# ドルニエ Do 29
ドルニエ Do 29
ドルニエ博物館に展示されているドルニエ Do 29
- 用途：実験機
- 製造者：ドルニエ
- 運用者：ドイツ航空宇宙センター
- 初飛行：1958年12月12日
- 生産数：2機

ドルニエ Do 29（Dornier Do 29）は、1950年代に西ドイツの航空機メーカーのドルニエとドイツ航空宇宙センター（Deutsche Versuchsanstalt für Luftfahrt、DLR）がSTOL（短距離離着陸）機用のチルト・プロペラ・システムをテストするために開発した実験機である。飛行テストではこのシステムが有効であることが証明されたが、それ以上のシステムと機体の双方の開発は行われず、Do 29はテスト飛行のみで退役した。

## 設計と開発
第二次世界大戦中にヘリコプターを製造していたフォッケ・アハゲリス社のハインリヒ・フォッケは、主翼の左右の端に下方へ向けられる推進式のプロペラを装備し、それにより上昇推力を発生する短距離離着陸（STOL）機の開発を進めていた。この機種フォッケ＝アハゲリス Fa 269の開発は、戦況の悪化により途中で中止された。
1950年代にフォッケのコンセプトの再評価に連れてSTOLとVTOL（垂直離着陸）機への新たな関心が湧き、ドルニエ社がチルト・プロペラ・システムの実証可能な機体の開発契約を請け負った。Do 29と命名されたこの機体は、Do 27小型輸送機を基本に2基のライカミング GO-480エンジンを主翼下に備えるように改造された。このエンジンは推進式3枚ブレードのプロペラを駆動し、最大90度の角度まで下方向きにチルトすることができた。エンジンに不具合が発生したときに左右で同等の推力を維持することができるように左右のエンジンは連結同調していた。
前部胴体もヘリコプターのようなコックピットを備えるように改造され、墜落時にパイロットが脱出できるようにマーチン・ベーカー製の射出座席が取り付けられていた。

## テスト

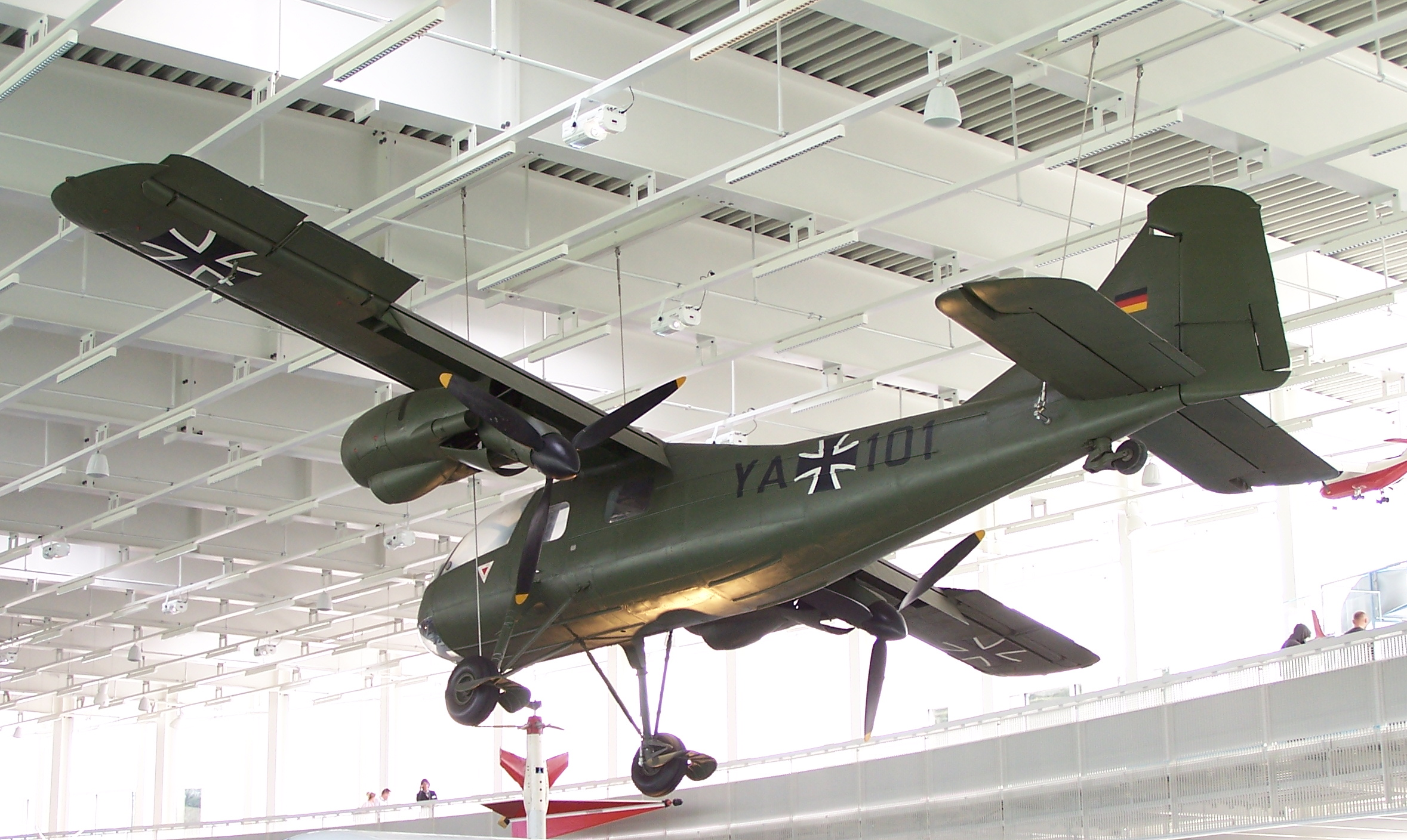
ドルニエ博物館に展示されているドルニエ Do 29

2機のDo 29が製造され、3機目も計画されたが製作されなかった。試作初号機は1958年12月12日に初飛行を行った。仕様上では90度まで曲げられるチルト・プロペラ システムは、飛行テストでは60度以上に曲げられることは無かったが、失速速度24 km/h (15 mph) と狭い場所での卓越した性能を発揮してこの機体が成功作であることを証明した。
テスト結果は良好であったが、飛行テストが終了するとそれ以上チルト・プロペラ・システムの研究は続けられなかった。

## 展示中の機体
テストを終了したDo 29の試作機の1機がドイツにあるドルニエ博物館に展示されている。

## 要目
（Do 29）
- 乗員：1名

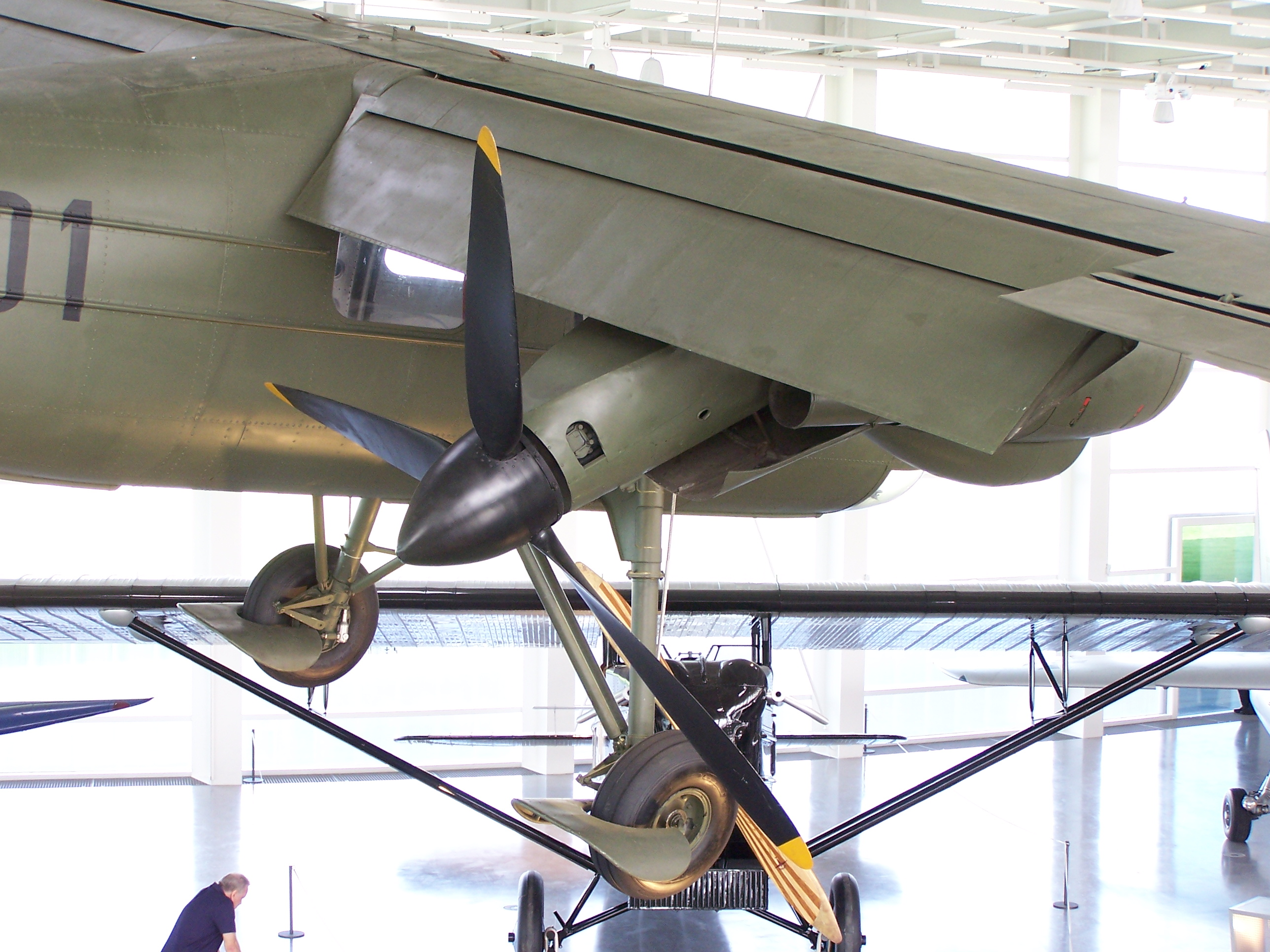
チルト式の推進プロペラ

- 全長：9.5 m (31 ft 2 in)
- 全幅：13.2 m (43 ft 4 in)
- 全高：2.69 m (8 ft 10 in) [4]
- 翼面積：21.80 m² (235 ft²)
- 全備重量：2,400 kg (5,291 lb) [4]
- 最大離陸重量：2,500 kg (5,512 lb)
- エンジン：2 × ライカミング GO-480-B1A6 レシプロエンジン、200 kW (270 hp)
- プロペラ：3ブレード
- 最大速度：290 km/h (180 mph; 160 kn)
- 最低操縦速度：24 km/h (15 mph; 13 kn)
- 巡航高度：6,500 m (21,325 ft)
- 航続距離：400 km (249 mi; 216 nmi)

### 書籍
- Green, William. Observer's book of aircraft (1960 ed.). London: Frederick Warne & Co. Ltd.
- Winchester, Jim, ed. Aviation Factfile: Concept Aircraft. San Diego, CA: Thunder Bay Press. ISBN 1-59223-480-1